# Сан-Франсиску-ди-Паула (Минас-Жерайс)
Сан-Франсиску-ди-Паула (порт. São Francisco de Paula) — муниципалитет в Бразилии, входит в штат Минас-Жерайс. Составная часть мезорегиона Запад штата Минас-Жерайс. Входит в экономико-статистический микрорегион Оливейра. Население в 2006 году составляло 6815 человек. Занимает площадь 316,414 км². Плотность населения — 21,5 чел./км².

## История
Город основан 1 марта 1963 года.

## Статистика
- Валовой внутренний продукт в 2003 году составлял 23 630 153 реалов (данные: Бразильский институт географии и статистики).
- Валовой внутренний продукт на душу населения в 2003 году составлял 3534,80 реала (данные: Бразильский институт географии и статистики).
- Индекс развития человеческого потенциала в 2000 году составлял 0,714 (данные: Программа развития ООН).